# Capnodaria
Capnodaria is een monotypisch geslacht van schimmels dat behoort tot de familie Capnodiaceae. Het bevat alleen Capnodaria tiliae.